# メテオス
『メテオス』（METEOS）は、Q ENTERTAINMENTが開発し、日本版ではバンダイ（後のバンダイナムコエンターテインメント）から初めて発売されたニンテンドーDS用のパズルゲーム。桜井政博ゲームデザイン、水口哲也プロデュース。桜井政博がフリーになって初めて開発したゲーム。

## 概要
宇宙から飛来し自分の惑星上に積もっていく「メテオ」をタッチ操作またはキー操作で上下にずらし、同種のものを縦か横に3つ以上揃えるとそのメテオが「点火」され、その上に積もったメテオごと「打ち上げ」ることができる。このようにして、地上に積もったメテオを大気圏外（フィールド最上位より上）まで打ち上げることで宇宙へと打ち上げ返して相手の惑星に攻撃（メテオを送りつける）する。メテオを打ち上げ切れなくなり、メテオが大気圏外まで積もりきってしまうと「滅亡（ブレイク）」、つまりゲームオーバーである。
点火によって持ち上げられたメテオは、空中を飛んでいる間は「カタマリ」として扱われ、上昇が終わった後に徐々に下降する。一度にたくさんメテオを打ち上げようとすると重みで高くは打ちあがらないため、打ち上げたカタマリが地上に落ち切る前に底辺へ結ぶように再点火（第二次点火、第三次点火など）することでさらに持ち上げる。これを繰り返すにつれだんだん推進力が大きくなり、大きな塊が最後には軽々と飛んでいく。その際の爽快感がこのゲームの肝である。
点火に使用したメテオや相手から送りつけられたメテオは黒焦げの「燃えカス」になるが、一定時間打ち上げが行われなかった時「還元」され何らかのメテオに変化し再使用することができる。これにより燃えカスが画面にあふれても、最後まであきらめずに遊ぶことができる。
自分の惑星は多数から一つ選んでプレイすることができる。それぞれの惑星はメテオの打ち上がり方、落ち方、フィールドの大きさ、降ってくるメテオの種類や配分、そして難易度曲線やブレイクまでの猶予時間の変化など、個性がかなりはっきりしているため、惑星によって大きく戦略が変わってくる。
中には、メテオを点火すると持ち上がったメテオ群がその場で消滅する等、まるで別のゲームであるかのような特殊な挙動を見せる惑星もある。
ゲームモードには、次々に違う惑星で対戦を重ねていく本編の「スタートリップ」のほか、タイムアタックモードやワイヤレスプレイによる通信対戦などがある。
通信対戦を含む全てのモードにおいて、打ち上げたメテオは色ごとに素材として記録され、新しい惑星やアイテムを作り出すことができる。

## 評価
週刊ファミ通のクロスレビューにて、38点という高い評価を得る。これは、パズルゲームとしては当時の最高記録、携帯ゲーム機用ソフトとしても『不思議のダンジョン 風来のシレンGB2 砂漠の魔城』と並ぶ最高タイ記録だった。
他にも、第9回 CESA GAME AWARDS（後の日本ゲーム大賞）で優秀賞を受賞、2005年6月24日にThe IGN Editors' Choice Awardでも受賞している。

## ゲームモードと解説
シンプル
自由に惑星を選び、1人あるいは対COM戦を行う、チームを組んで戦ったり、3対1のバトルも可能である。時間制限モードや残りのストック数で得点などを競う。
スタートリップ
星々を巡る、一種のストーリーモード。ルートは直線のストレート戦、ピラミッド状のブランチ戦、ミッションをクリアして進むマルチ戦の3種類がある。いずれも最終戦は惑星メテオスとなる。
タイムアタック
4種類ある。2分間または5分間でどれだけ得点を競うモード、100個または1000個打ち上げたらクリアとなるモードがある。それぞれ舞台となる惑星は固定だが、他のモードの同名惑星とステータスが異なっている場合がある。
チャレンジ
1回ゲームオーバーするまでひたすらハイスコアを狙うモード。惑星は自由に選択でき、得点はそれぞれ個別に記録される。
通信対戦
4人まで同時に可能。シンプル同様、COMを含めた対戦やチーム戦も可能である。
合成室
打ち上げたメテオで集めた素材を使って新しく惑星やアイテムを作るところ。

## 惑星とその特徴
ジオライト
特徴
直径約9800km、惑星人口約58億人。外見・性質ともに地球によく似た惑星。地球人によく似た環境問題を抱える、平均身長90cmのジオライト星人が住む。
性能
降るメテオは空気100%、火炎100%、水100%、大地100%、生物60%。開始時点火防止用メテオは光。惑星幅は9列、タテ点火力8のヨコ点火力5。第二次点火以降も大きな変化はみられない。カタマリ落下速度や還元速度などが遅く、全体的に初心者向けの設定になっている。その代価として、惑星攻撃力はビリで惑星防衛力も低い。
アナサジ
特徴
直径約15000km、惑星人口約22億人。薄い大気に覆われた荒野の惑星。地上文明と地下文明の対立の末、平均身長2.5mの地上アナサジ星人が住む。
性能
降るメテオは空気50%、火炎50%、大地100%、鋼鉄50%、生物30%。開始時点火防止用メテオは闇。惑星幅は9列、タテ点火力8のヨコ点火力7。打ちあがり方がやや不規則で、第一次点火はかなり強いが、第二次点火で弱くなる。それ以降は少しずつ加速力上昇していく。また最下方点火が少し優遇されやすい他、惑星攻撃力がヘブンズドアに次いで高い。
オレアナ
特徴
直径約20000km、惑星人口約70億人。惑星表面のほとんどを海で覆われた水の惑星。高い知能を有し、水中での生活を主とする、平均身長50cmのオレアナ星人が住む。
性能
降るメテオは空気60%、火炎60%、水100%、電気60%、植物60%。惑星幅は9列。開始時点火防止用メテオは光。タテ点火力4のヨコ点火力6。メテオの落下は遅く、上昇加速力も低め。点火を続けると次第に加速力が上がる。実は惑星防衛力がビリ。
ファイアム
特徴
直径約800km、惑星人口約3000万人。誕生後数十億年になるが、なお活発な活動を続ける灼熱の惑星。マグマを操る超能力を持つ、平均身長1.5mのファイアム星人が住む。
性能
降るメテオは空気30%、火炎100%、大地30%、鋼鉄30%、電気60%　開始時点火防止用メテオは闇。惑星幅は7列、タテ点火力9のヨコ点火力6。非常に加速力が高く、打ち上げやすいので大量の攻撃メテオを送りやすい。しかし難易度曲線がきつく設定されていて、長期戦になるにつれて不利になる。
フリーザム
特徴
直径約1000km、惑星人口約1万人。恒星の光を受けられず、常に吹雪が吹き荒れ、中心核が絶対零度という極寒の惑星。氷の巨人とでも形容すべき、平均身長40mのフリーザム星人が住む。
性能
降るメテオは空気50%、水100%、大地50%、鋼鉄50%、電気50%。惑星幅は7列、タテ点火力7のヨコ点火力6。ファイアムより打ち上げ力は低いが、惑星防衛力がトップ。相手惑星からの攻撃が大きくなりにくいため、持久戦にはかなり有利。
ジャゴンボ
特徴
直径約15000km、惑星人口約8000億人。豊かな大地に恵まれ、見渡す限りの緑に覆われた惑星。爆発的な増殖能力を持つ、野蛮で好戦的な平均身長15cmのジャゴンボ星人が住む。
性能
降るメテオは空気20%、水20%、大地20%、植物100%、生物20%。開始時点火防止用メテオは光。惑星幅は9列。打ち上げてもすぐ落ちてくる（放物線運動）が、前半は燃えカスの還元は全惑星中一番遅く、そのままステップジャンプや設置後の第二次点火につなげれば高い上昇力を得られる。しかし後半になると燃えカスの還元が極端に短くなる。加えて惑星攻撃力が低いため、長期戦には向かない。
グランネスト
特徴
直径約24000km、惑星人口約320億台。機械産業が発達したものの、深刻な環境汚染のために生物の住めなくなった惑星。星間移住した帰らぬ主人を待ち続ける、平均全高50cm（メテオ部隊は50m）のグランネスト星人（厳密にはロボット）が住む。
性能
降るメテオは空気60%、火炎60%、水60%、鋼鉄100%、電気60%　開始時点火防止用メテオは大地。惑星幅は9列、タテ点火力6のヨコ点火力7。落下してくるメテオの重さにもほとんど影響を受けず、惑星攻撃力/防衛力も平均的で、ステップジャンプや第二次点火などの上昇力の変化や、時間による難易度変化もほとんどない。これを長所と見るか短所と見るかはプレイヤー次第。
ヘブンズドア
特徴
直径不明、惑星人口7人。「ここに到達した物質は別のどこかに飛ばされる」と言われる不思議な領域。領域の中心にあるヘブンズドア星に、七賢と呼ばれる宇宙最強の超能力者が住む。
性能
降るメテオは空気100%、火炎100%、水100%、大地100%、鋼鉄70%、電気70%、植物60%、生物60%。開始時点火防止用メテオは光&闇。惑星幅は11列、タテ点火力10、ヨコ点火力10。点火力10の場合、メテオを並べると超高速で打ち上がり、瞬時に消滅する。速度が高過ぎるため、落下メテオをすり抜ける。ただしさすがに限度は有り、4〜5列×10段以上の打ち上げでは途中まで打ち上がり、残ったメテオがゆっくり落ちてくる。このとき点火に使った燃えカスはすぐに還元する。惑星攻撃力は全惑星中最強ではあるが、全ライン打ち上げはアイテムを使わない限りほぼ不可能。また、打ち上げたとしてもすぐに落ちてくるため、バランスを重視した設定だと考えられる。モバイル版では出現メテオが空気100%、火炎100%、水100%、大地100%、鋼鉄100%、電気100%、生物100%、光20%、闇20%に変更されている。
初期状態で点火力10に設定されている惑星はここだけであるが、一部の惑星は時間経過で点火力が10に達する惑星が存在する。この現象を七賢化と呼ぶ事がある。
ダウナス
特徴
直径約3400km、惑星人口約5万人。昼も夜もなく常に明け方か夕暮れを拝めるという惑星。眠るという習慣を持たない、平均身長70cmのダウナス星人が住む。
性能
降るメテオは空気100%、火炎100%、大地100%、植物100%、生物100%。惑星幅は8列。メテオが軽くなるほどよく打ち上がる。大きくしてしまった場合は、断続的に空中点火を繰り返し、少しでも質量を減らすとよい。最もスコアカンストしやすい惑星である。
メガドーム
特徴
直径約2200km、惑星人口約1億人。高密度ガスに覆われ、その上に岩などで構成された浮島が多数浮かぶ、外見は土星のような惑星。あまり悩むことをしない、楽天的な平均身長10cmのメガドーム星人が住む。
性能
降るメテオは空気100%、大地70%、鋼鉄100%、電気100%、植物70%　開始時点火防止用メテオは水。惑星幅は9列。第一次点火から徐々に加速力が落ちる。カタマリの落下速度が全惑星中最も遅いが、タイムアクセル中は速度がやや速くなる。
メックス
特徴
直径約1000km、惑星人口約2000万人。アステロイドベルトから飛び出た鉱物を基礎として、全体が機械化されている惑星。電子回路を編み出すことを得意とする、平均身長1.4mのメックス星人が住む。
性能
降るメテオは空気60%、火炎60%、水60%、鋼鉄100%、電気90%。惑星幅は7列。打ち上げに関しては等速直線運動で上昇/下降し、メテオの重さに関係なく必ず一定量（7段）上昇するため、攻撃的なメテオの打ち上げをしにくい。惑星防御力がフリーザムに次いで高い。
ギガントガッシュ
特徴
直径約16000km、惑星人口約250億人。宇宙を漂う物質を巻き込み取り込む、大きな渦に覆われた惑星。渦によって取り込まれた物質を喰らう、巨大なクモのような、平均身長23mのギガントガッシュ星人が住む。
性能
降るメテオは空気60%、火炎60%、鋼鉄60%、電気60%、植物60%、生物100%　開始時点火防止用メテオは闇。惑星幅は11列。メックスと同じく等速直線運動で打ちあがる（9段）が、上昇力は若干こちらのほうが高い。しかし燃えカスの還元が早く、惑星防衛力も低いので集中攻撃を決められると危険。
レイヤーゼロ
特徴
直径約200km、惑星人口約10兆人。宇宙空間に浮かぶホログラムのような惑星。合体して幾何学模様を形成することで様々な力を発揮する電子生命体、平均身長0.01mmのレイヤーゼロ星人が住む。
性能
降るメテオは空気60%、火炎60%、水60%、鋼鉄60%、電気100%。惑星幅は8列、タテ点火力∞、ヨコ点火力5。瞬発力のある打ち上げ。惑星攻撃力も高く、超攻撃タイプ。しかし塊落下速度&燃えカスの還元は早く、機敏なプレイが要求される。
ビュウブーム
特徴
直径約60000km、惑星人口約680億人。高密度の大気に覆われた、常に強風が吹き続けている惑星。風の流れに身を任せて空中でその一生を過ごす、平均身長70cmのビュウブーム星人が住む。
性能
降るメテオは空気100%、火炎80%、水80%、大地80%、鋼鉄80%。惑星幅は10列、タテ点火力2のヨコ点火力3。カタマリの落下スピードは速いが、タイムアクセルを使用中は途端に落下が遅くなる。最下方点火が少しだけ優遇されていて、全ライン打ち上げをすれば後は操作次第で攻撃にも防御にもつかえる万能惑星。しかしその独特な性質により使いこなすには慣れが必要。
フォルテ
特徴
直径約7200km、惑星人口約1200億人。巨大流星の落下により、水も植物もなくなってしまった死の惑星。地表に無数に存在する地割れの中に、平均身長3mのフォルテ星人が住む。
性能
降るメテオは空気10%、火炎20%、大地100%、鋼鉄20%、生物20%。惑星幅は9列、開始時点火防止用メテオは闇。タテ点火力∞のヨコ点火力2。惑星攻撃力が非常に高く設定されていて、惑星防衛力も平均クラス。横点火で全列を繋ぎ、タテ点火でそのまま全消しに持ち込む戦法を用いる。
ゲルゲル
特徴
直径約4000km、惑星人口32人。いくつもの小惑星との衝突を繰り返した結果、粘性の高いマグマが流れるようになった灼熱の惑星。マグマと融合することで身体の大きさを自在に変化できる、ゲルゲル星人が住む。
性能
降るメテオは空気50%、火炎100%、水50%、鋼鉄50%、電気50%。惑星幅は9列、タテ点火力1のヨコ点火力3。還元が少し早め。タテ、ヨコ点火ともに初めのうちはほとんど打ち上がらないが、点火を繰り返すに連れてオレアナのように尻上がりに加速力が上がる。それが実感できるようになるのは第七次点火目以降。
グラビトール
特徴
直径約82000km、惑星人口約7000万人。その質量の高さ故、中心の核融合エネルギーがなければ自壊しかねないほどの超重力を持つ惑星。周囲の重力を制御する能力を持つ、平均身長1mのグラビトール星人が住む。
性能
降るメテオは空気50%、大地100%、鋼鉄60%、電気60%、生物50%　開始時点火防止用メテオは闇。惑星幅は10列。タテ/ヨコ点火力0（同時点火メテオ数によっては1以上に）。第二次点火以降はタテ/ヨコ点火力ともに8～10となる。つまるところ「燃えカスで重力を遮断する感覚」。前半は還元が遅いが、後半は還元が極端に速くなる。
ブビット
特徴
直径約18000km、惑星人口不明。様々な臭いと色を持つガスで覆われた惑星。意識をもったガス生命体、ブビット星人が住む。
性能
降るメテオは空気100%、火炎55%、水55%、大地55%、電気55%。惑星幅は9列、タテ点火力6のヨコ点火力6。攻撃力がかなり低いうえ、惑星防衛力もまさにブービー賞。打ち上げ力もほとんどないが、その代わりに必ず3秒程度上昇するようになっている。全ラインをつなげ、タイムアクセルを踏みながら上昇を続けカタマリを維持する牛歩戦術を使えば、攻撃メテオゲージを300以上溜め、カンストさせることも可能。ただし着地はほぼ厳禁。還元がかなり早い上、後半はアーニマ同様に一瞬となる。
ワイヤロン
特徴
直径約1500km、惑星人口約30億人。多数の工業用機械が活動を続ける惑星。自らの意識を信号化して肉体を捨てた、ワイヤロン星人が住む。
性能
降るメテオは水65%、鋼鉄65%、電気100%、植物65%、闇55%。惑星幅は9列、タテ点火力3のヨコ点火力3。難易度曲線がかなり極端になっていて、5分以降でその真価が発揮される。第1次点火はほとんど打ちあがらないが、点火を続けると尻上がりにパワーが上がる。遅くとも第6次点火目で全消しが狙える。
ルナ=ルナ
特徴
直径約1200km、惑星人口約3000人。互いを衛星として、ゆっくり公転を続ける双子の月。普段着に宇宙服を着込んだ、平均身長40cmのルナ=ルナ星人が住む。
性能
降るメテオは火炎100%、大地100%、鋼鉄100%、電気100%、植物100%、闇80%。惑星幅は9列、タテ点火力6のヨコ点火力6。メテオやカタマリの落下速度が異常に遅く、3秒近く上がり続けるようになっており、点火のたびにパワーが増す。後半は点火力が10になる（俗称、七賢化）。一方、還元は極端に速い。
ヒュージィ
特徴
直径約280000km、惑星人口約20億人。巨大な乱雲が象徴的な雲の惑星。悩みとは無縁で雲をつかむような話ばかりしている、平均身長10mのヒュージィ星人が住む。
性能
降るメテオは空気100%、火炎75%、水75%、植物75%、生物75%、光45%。惑星幅は11列。惑星攻撃力/防御力ともに低い。還元速度は序盤から速め。メテオが軽ければ軽いほどよく持ち上がる。タテ点火もヨコ点火もそれほど変化なし。
ヒートヘッズ
特徴
直径約73000km、惑星人口約5000万人。鉄分を多く含む表層を持つ、超高温の白熱惑星。頭の上に3つの突起を持つ、気性が荒く頑丈な、平均身長30mのヒートヘッズ星人が住む。
性能
降るメテオは空気20%、火炎100%、水20%、鋼鉄40%、電気10%、闇10%。惑星幅は10列、タテ点火力7のヨコ点火力2。第二次点火のみ、タテ/ヨコ点火力ともに8～10となる。第三次点火以降は一気に打ち上げ力が落ちる。5列打ち上げを左右で行い、両方のカタマリを第二次点火でつなげることによって全消しを狙うことが可能。
サボン
特徴
直径約3200km、惑星人口約260億人。粘性の高い海を持ち、そこから巻き上げられたシャボン玉が無数に空に浮いている惑星。泡を利用する、とがった物嫌いの、平均身長10cmのサボン星人が住む。
性能
降るメテオは空気70%、水100%、鋼鉄70%、電気70%、光60%。惑星幅は8列、タテ点火力0（二次点火以降の空中点火0.5）、ヨコ点火力7～9。メテオの重量に非常に弱く、沢山積もると打ちあがりにくくなる。カタマリの落下は遅め。
ラスタル
特徴
直径約52000km、惑星人口約10億人。地上にある鉱物が降り注ぐ光を影ができないほどに乱反射する、光の惑星。光の反射によってコミュニケーションを取る、平均身長50cmのラスタル星人が住む。
性能
降るメテオは火炎100%、水100%、鋼鉄100%、電気100%、光100%。惑星幅は10列。打ち上げに関しては少し不規則になっている。第一次点火はヨコでよく飛ぶのだが、第二次点火以降はタテ点火のほうがよく飛ぶ。逆に第一次点火でタテ点火してもあまり飛ばない。カタマリの落下は遅め。
アーニマ
特徴
直径約35000km、惑星人口不明。血管や神経のようなものが迷走している、そのものが生物であるかのような惑星。惑星内に入り込んだ異物を攻撃/捕食する、平均身長10cmのアーニマ星人が棲息する。
性能
降るメテオは空気60%、火炎60%、水60%、植物60%、生物100%、闇30%。惑星幅は10列。惑星攻撃力が前半はかなり高い。タテ点火は若干弱く、ヨコ点火は多少強め。そして最大の特徴として、ゲーム開始の時点はメテオが大気圏まで積もっても8秒ほど耐えることができる。この状態では攻撃メテオの重さによる衝撃もあまり受けない&塊落下が少し遅めなので、すぐ反撃に出ることができる。速攻作戦ではこれ以上無い程のスペックを持つが、逆に時間経過によって致命的な弱体化が発生してしまうため、持久戦に持ち込まれると勝ち目はなくなる。惑星攻撃力、惑星防衛力、滅亡までの時間、上昇加速力など、ほとんどのパラメータが時間経過で弱くなり、全惑星の下位に落ちてしまう。
フロリアス
特徴
直径約63000km、惑星人口約4000億人。表面の98%が花で覆われ、昼と夜で別々の花が咲きあうという惑星。意識を持つようになった花である、平均身長15cmのフロリアス星人が住む。
性能
降るメテオは空気70%、火炎60%、水70%、植物100%、生物95%、闇40%。惑星幅は10列。惑星攻撃力はビリ。ヨコ点火が強く、タテ点火はほとんど持ち上がらない。最下方点火が少し優遇されている。
サードノヴァ
特徴
直径約680000km、惑星人口約36兆人。2つの超新星が消滅した後の中心に発生した、エネルギー渦巻く新星。半エネルギー生命体である、サードノヴァ星人が住む。
性能
降るメテオは火炎100%、鋼鉄80%、電気100%、生物80%、光80%　開始時点火防止用メテオは水。惑星幅は11列。惑星戦闘力はどちらもまずまず。ヨコ点火は初期加速に長けるが、一瞬で失速する。しかし時間が経過すると失速する前に打ちあがりきってしまうようになる。タテ点火ではこれにかなりの時間差があり、フォルテの如く一気に飛んでいく。
ケイビオス
特徴
直径約220000km、惑星人口約30億人。内部全域に壁が碧色に自然発光する洞窟が広がる、主成分が石灰石の惑星。頭部がハンマー状に進化している、平均身長1mのケイビオス星人が住む。
性能
降るメテオは火炎50%、大地100%、鋼鉄50%、電気50%、植物50%　開始時点火防止用メテオは空気&水&生物&光&闇。惑星幅は11列。11列惑星の中では珍しく標準的な能力。メテオが軽いほどよく打ち上がる。燃えカスは普通のメテオに比べ1/3の重さなので、素早くカスにしていけば持ち上がる。
ウドー
特徴
直径約45000km、惑星人口約1200億人。大地は根であり、地表は緑で覆われた、1本の樹木からなる惑星。植物のような体組織を持つ、平均身長6mのウドー星人が住む。
性能
降るメテオは空気20%、火炎20%、水20%、大地20%、植物100%　開始時点火防止用メテオは電気&鋼鉄。惑星幅は10列、タテ点火力6のヨコ点火力6。ブビットのように、打ち上げた塊は3秒持ち上がる。全ライン打ち上げしやすい防御型惑星で、七賢化を持つのも強み（後半は点火力が10になる）。
コロニオン
特徴
一基辺り直径約40km、惑星人口約40億人。コロニオンと呼ばれた惑星はすでになく、そのエリアには人工居住区群が浮かんでいる。非常に好戦的で、ザクに似た姿をしている、平均身長18mのコロニオン星人が住む。
性能
降るメテオは鋼鉄100%、電気100%、植物60%、生物60%、闇80%　開始時点火防止用メテオは火炎&水&大地&光。惑星幅は9列。打ちあがり方はジャゴンボに酷似していて、タイムアクセルの有無にかかわらず、打ち上げるとすぐに落ちてくる。ステップジャンプがかなり強いので、どんどん隣に点火していくのがよい。
スターリア
特徴
直径約2300km、惑星人口約1000人。女神スターリアが中心に存在する、見る者によって見え方が変わる惑星。女神を守護する存在である、規律に厳しく献身的な、平均身長1mのスターリア星人が住む。
性能
降るメテオは空気40%、水60%、大地40%、植物30%、生物100%、光40%。惑星幅は9列、タテ点火力7のヨコ点火力7。多重点火してもほとんど同じだけ打ち上がる。最下方点火はかなり強い。カタマリの落下は遅めで、タイムアクセルを踏んでいる間は落下が速くなる。ただし相手の攻撃メテオは着地した瞬間に還元するため、防御面はかなりもろい。
メテオス
特徴
直径1200000km、惑星人口0人。全ての元凶であり、銀河に無数のメテオを生み出しつづけている、破壊と創造の惑星。無数に存在するとも、今なお増え続けているとも、自由自在に形を変えることができるとも言われる。
性能
降るメテオは火炎100%、電気100%、植物100%、生物100%、光100%、闇100%（合成したメテオスの場合）。惑星幅は11列。惑星攻撃力が高く、惑星防衛力が非常に低い。打ちあがり方はアナサジに似ており、第5次点火以降尻上がりに強くなる。カタマリの落下速度は非常に遅いが、逆にタイムアクセルを踏んでいる間は落下速度が極端に速くなる。
メタモアーク
特徴
メテオスより飛来したメテオ「メタモライト」によって建造された惑星戦艦。「近くにいる惑星に変化して同等の能力を得る」という性質を持つ、メテオスに対抗できる唯一の存在。
性能
エンディングのスタッフロールが流れている間だけ下画面でプレイできる、元は没案となった惑星のひとつ。クリアした難易度によってスタッフロールの流れる早さが変わるため、より高難易度でクリアする程、より長い間プレイできる。エンディング中にゲームオーバーになることもある。
縦23段×横11列と、とにかく広い。メテオ自体のサイズが普段の半分以下のため、縦にもかなりの量のメテオを積み上げることができる。降るメテオは大地30%、鋼鉄30%、電気55%、植物55%、生物55%、光100%、闇100%で、「魂」と「時」のレアメタルが高確率で降る。両方のレアメタルが降るのは、こことメテオスのみ。タテ点火力が極端に強い。

## 海外での惑星名
日本版、北米版、欧州版の間には惑星の名称に若干の違いがある。日版英表記はメテオス公式サイト：惑星防衛映像内の英語名、そこにないものは画像のファイル名等から。
| 日本版           | 日版英表記    | 北米版    | 欧州版    |
| ---------------- | ------------- | --------- | --------- |
| ジオライト       | Geolite       | Geolyte   | Geolitia  |
| ファイアム       | Firem         | Firim     | Ignius    |
| オレアナ         | Oreana        | Oleana    | Oleana    |
| アナサジ         | Anasazi       | Anasaze   | Anasaze   |
| フリーザム       | Freezam       | Freaze    | Polaria   |
| ジャゴンボ       | Jagombo       | Boggob    | Perilia   |
| グランネスト     | Grannest      | Grannest  | Smogor    |
| ヘブンズドア     | Heaven's door | Hevendor  | Hevendor  |
| ダウナス         | Dawnous       | Dawndus   | Insomnis  |
| メガドーム       | Megadome      | Megadom   | Megadom   |
| メックス         | Meks          | Mekks     | Mekks     |
| ギガントガッシュ | Gigantgash    | Gigagush  | Vortinia  |
| レイヤーゼロ     | layerzero     | Layazero  | Holozero  |
| ビュウブーム     | Byuboom       | Bavoom    | Bavoom    |
| フォルテ         | Faulte        | Forte     | Forte     |
| ゲルゲル         | Gelgel        | Jeljel    | Magmor    |
| グラビトール     | Gravitor      | Gravitas  | Gravitas  |
| ブビット         | Bubitt        | Brabbit   | Aetheria  |
| ワイヤロン       | Wirelon       | Wiral     | Neuralis  |
| ルナ=ルナ        | Luna=Luna     | Luna=Luna | Luna=Luna |
| ヒュージィ       | Hugy          | Yooj      | Gigantis  |
| ヒートヘッズ     | Heatheads     | Hotted    | Pyros     |
| サボン           | Sabon         | Vubble    | Sferia    |
| ラスタル         | Rustal        | Lastar    | Candelor  |
| アーニマ         | Arnima        | Globin    | Globin    |
| フロリアス       | Florias       | Florias   | Florias   |
| サードノヴァ     | Thirdnova     | Thirnova  | Trinova   |
| ケイビオス       | Cavious       | Cavious   | Cavernis  |
| ウドー           | Udo           | Wuud      | Arborea   |
| コロニオン       | Colonion      | Suburbion | Suburbion |
| スターリア       | Starlia       | Starii    | Stellis   |
| メテオス         | Meteos        | Meteo     | Meteo     |

## 携帯電話向けメテオス
2006年4月よりVodafone（後のSoftBank）の携帯電話向けに『メテオス』の携帯端末向けサービスとして『メテオス★打ち上げパズル』が展開されている。また、2006年11月30日より、auのEZアプリ（BREW対応端末3.0〜）用に『メテオスモバイル★打ち上げパズル』のサービスが開始されている。

## その他
- このゲームのCMのテーマソングを西城秀樹を意識した声質の人が歌っている。このCMはヒデキバージョンと呼ばれ、他にも様々なバージョンがあったらしいが、結局お蔵入りになったようである。
- CMは15秒のバージョンしかなく、また任天堂枠に組み込んでの放送もさほど多くなかった。知名度の伸び悩みの一因だと指摘する者もいる。
- 非常にバグが多い。「メニュー表示のグラフィックが崩れる」「キャラ絵が負けグラフィックの直後に通常のグラフィックに戻る」などのゲーム進行に影響のないものから、「メテオの塊がずれる（これは仕様の可能性もある）」「塊が塊をすり抜ける」「メテオが揃っても点火されない」「フィールド以外などのおかしな場所にメテオやアイテムが出てくる」など、ゲームシステムの根幹に関わるものまである。
- 北米版は2005年6月27日に、欧州版は2005年9月23日に発売された。欧州版は英語、フランス語、ドイツ語、イタリア語、スペイン語の五カ国語対応。
- 2007年4月26日に、ニンテンドーDS用ソフトとしてメテオス ディズニー・マジックが発売された。
- 2008年12月10日にXbox 360用ソフトとしてメテオスウォーズがXbox Live Arcadeで配信開始。
- 2023年8月25日、桜井政博が運営する「桜井政博のゲーム作るには」に投稿された「想定外の完成形【仕様】」にて開発終盤に最適化が進んだことにより処理速度が上昇。それに伴いゲームスピードが上昇し、想定よりも難易度が上がってしまったことを語っている[2]。